# Aline Steiner
 (août 2024).
Pour les articles homonymes, voir Steiner.
Aline Steiner est une metteuse en scène, autrice et comédienne de théâtre. Elle vit et travaille entre Bruxelles et Yaoundé.

## Biographie
Originaire de Suisse romande, elle grandit dans le Jura Bernois ainsi qu’en Tanzanie.

### Formation
Elle débute son parcours au Centre de rencontres de Besançon, dans une formation dirigée par Jacques Vingler (théorie) et Jacques Fornier (pratique).
A Paris, elle est admise à l’école du passage, dirigée par Niels Arestrup.
Elle obtient ensuite la bourse artistique de la commission francophone du canton de Berne qui lui permet d’intégrer le Lee Strasberg Theatre Institute (New York).

### Parcours professionnel
Elle entame d’abord une carrière de comédienne et joue dans des pièces telles que Très cher ami… (coécrit avec Catherine Hallot), présenté au festival d’Avignon OFF en 1993 ; La ronde d’Arthur Schnitzler, mis en scène par J.G. Chobaz ; Soldat W d'après Buchner et Lenz, mis en scène par Gilles Steiner.
Elle se dirige ensuite vers son activité principale, la mise en scène, en conduisant notamment les projets Mes chers... Meine Lieben ; Le barbouilleur de rêves, présenté au festival OFF d'Avignon en 2010 ; Parti chercher ; Re-belle.
Elle entretient également un travail de dramaturge en signant entre autres les textes À des seins, Esclavagismes fragments, La Neige et le Papillon…

### Collaborations
Depuis 2009, elle collabore régulièrement avec Martin Ambara pour le compte de l’institut OTHNI - Laboratoire de théâtre de Yaoundé. Elle y participe à des résidences d’écriture, mène des mises en scène et anime des ateliers de théâtre.

## Prix et bourses
- 1992 : Lauréate de la bourse de séjour à New York attribuée par la commission théâtre du canton de Berne
- 1999 : Lauréate du Prix culturel de la ville de Moutier
- 2003 : Lauréate de la bourse de séjour à la Cité internationale des Arts (Paris) attribuée par la commission littérature du canton de Berne
- 2007 : Lauréate du premier prix romand de la fondation Studer / Ganz (Zurich)
- 2009 : Lauréate de la résidence d’écriture de la compagnie Koz’art à Douala (Cameroun)
- 2017 : Lauréate de la résidence d’écriture Le Jeune Auteur à Yaoundé (Cameroun)